# Anna Sipos
Anna Sipos (Szeged, 3 april 1908 - Boedapest, 1 januari 1988) was een Hongaars tafeltennisspeelster. Ze vormde samen met haar landgenote Mária Mednyánszky een bijna onverslaanbaar duo, dat van 1930 tot en met 1935 zes maal op rij de wereldtitel in het dubbelspel won. Sipos werd in Praag 1932 en Baden 1933 twee keer achter elkaar wereldkampioen enkelspel.
In 1993 werd Sipos opgenomen in de ITTF Hall of Fame.

## Sportieve loopbaan
Sipos' dubbelpartner Mednyánszky was tevens haar grootste rivale in het enkelspel. De behaalde wereldtitels in 1932 en 1933 smaakten daardoor extra zoet, daar de Hongaarse die juist binnenhaalde in finales tegen haar landgenote. Die veroordeelde haar in hun eerste gezamenlijke enkelspelfinale in Berlijn 1930 nog tot zilver. Sipos' eerste individuele titel betekende het einde van een reeks van vijf opeenvolgende individuele wereldkampioenschappen van Mednyánszky.

In de tien wereldkampioenschappen waaraan Sipos deelnam tussen 1929 en 1950 bereikte ze samen met Mednyánszky zes keer de dubbelspelfinale, die ook zes keer goud opleverde. Die verhouding kon De Hongaarse in het gemengd dubbel niet waarmaken. Ook in deze discipline plaatste Sipos zich voor zes WK-finales, maar moest daarin naast drie keer goud ook drie keer met zilver genoegen nemen. In 1929 (met István Kelen), 1932 en 1935 (beide met Viktor Barna) werd ze wereldkampioene. In 1930 verloor de Hongaarse (met Kelen) de eindstrijd van Mednyánszky en Miklós Szabados, een duo dat ze in 1931 en 1934 aan de zijde van Barna ook niet aankon.
De enige wereldtitel die Sipos nooit won, was die in het landentoernooi. Ze kwam met de Hongaarse ploeg zowel in 1934 als 1935 tot in de finale, maar daarin waren achtereenvolgens Duitsland en Tsjecho-Slowakije het betere team.

## Erelijst
- Wereldkampioen enkelspel 1932 en 1933 (zilver in 1930)
- Wereldkampioen dubbelspel 1930, 1931, 1932, 1933, 1934, 1935 (allen met Mária Mednyánszky)
- Wereldkampioen gemengd dubbelspel 1929 (met István Kelen), 1932 en 1935 (beide met Viktor Barna)
- Zilver WK landenploegen 1934 en 1935